# Frederik August III van Saksen
Frederik August Johan Lodewijk Karel Gustaaf Gregorius Filips (Dresden, 25 mei 1865 – Sibyllenort, 18 februari 1932) was van 1904 tot 1918 de laatste koning van Saksen. Hij was de zoon van koning George en Maria Anna van Portugal.

## Leven
Na eerst gedongen te hebben naar de hand van de jongste dochter van de Oostenrijkse keizer Frans Jozef I, Valerie, trad hij op 21 november 1891 in Wenen in het huwelijk met Louise van Oostenrijk-Toscane, dochter van Ferdinand IV van Toscane. Ze was levenslustig en erg populair in haar nieuwe vaderland. Al spoedig kreeg ze het echter met haar schoonvader aan de stok, omdat ze moeilijkheden had met het volgen van de hofetiquette. Frederik Augusts ernst en plichtsbesef pasten slecht bij haar karakter. Ze schonk hem uiteindelijk zeven kinderen, maar ging er op 9 december 1902 zonder hen (maar zwanger van het zevende) vandoor met de huisleraar André Giron, met wie ze een tijdje samenwoonde. Op 11 februari 1903 liet ze zich officieel van Frederik August scheiden en zond het pasgeboren kind, Anna Pia Monica, naar Dresden om aan het hof te worden opgevoed.
Zoals zijn voorgangers was Frederik August zeer begaan met het leger en hij schopte het tot generaal-veldmaarschalk.
Frederik August werd na de dood van zijn vader, die slechts twee jaar had geregeerd, op 15 oktober 1904 gekroond tot koning van Saksen. Hij was wegens zijn typische gevoel voor humor zeer populair, maar de volksvertegenwoordiging was voor hem slechts een adviserend orgaan en hij weigerde hervormingen door te voeren.
De Novemberrevolutie van 1918 bereikte ook Saksen. Op 13 november van dat jaar deed Frederik August zonder weerstand te bieden op het slot Guteborn bij Ruhland troonsafstand. Hij zou toen de beroemde woorden "Macht doch eiern Dreck alleene!" ("Jullie zoeken het zelf maar uit!") hebben gesproken. De rest van zijn leven bracht hij teruggetrokken door op zijn Silezische slot Sibyllenort in Oels, alwaar hij in 1932 is overleden. Zijn lichaam werd naar Dresden overgebracht en op 23 februari in de hofkerk bijgezet. Een half miljoen mensen woonde de begrafenis bij. 
Frederik August III. was een enthousiaste bergbeklimmer. Hij beklom onder andere de Großglockner en een aantal andere bergen in de Alpen.

## Hommages
- De Friedrich-August-Hütte en de Friedrich-August-Weg in de Langkofelgruppe in Zuid-Tirol (Italië) zijn naar hem genoemd.
- De König-Friedrich-August-Turm (Geringswalde) in centraal Saksen (Duitsland).
- De König-Friedrich-August-Warte in Krimml, Salzburgerland (Oostenrijk).

## Kinderen
Frederik August en Louise hadden de volgende kinderen:
- George, kroonprins en jezuïet (15 januari 1893 - 14 mei 1943)
- Frederik Christiaan, markgraaf van Meißen, hertog van Saksen (31 december 1893 - 8 augustus 1968), gehuwd met Elisabeth Helene von Thurn und Taxis
- Ernst Hendrik, prins van Saksen (9 december 1896 - 14 juni 1971), gehuwd met Sophie, dochter van Willem IV van Luxemburg
- Maria Alix Carola, doodgeboren (22 augustus 1898)
- Margaretha Carola Wilhelmina (24 januari 1900 - 16 oktober 1962), trouwde met Frederik Victor van Hohenzollern-Sigmaringen
- Maria Alix Luitpolda (27 september 1901 - 11 december 1990), getrouwd met Frans Jozef van Hohenzollern-Sigmaringen.
- Anna Pia Monika (5 mei 1903 - 8 februari 1976)

## Voorouders
| Voorouders van Frederik August III van Saksen | Voorouders van Frederik August III van Saksen                         | Voorouders van Frederik August III van Saksen                         | Voorouders van Frederik August III van Saksen                                | Voorouders van Frederik August III van Saksen                                | Voorouders van Frederik August III van Saksen                             | Voorouders van Frederik August III van Saksen                             | Voorouders van Frederik August III van Saksen                                                      | Voorouders van Frederik August III van Saksen                                                      |
| --------------------------------------------- | --------------------------------------------------------------------- | --------------------------------------------------------------------- | ---------------------------------------------------------------------------- | ---------------------------------------------------------------------------- | ------------------------------------------------------------------------- | ------------------------------------------------------------------------- | -------------------------------------------------------------------------------------------------- | -------------------------------------------------------------------------------------------------- |
| Overgrootouders                               | Maximiliaan van Saksen (1759-1838) ∞ Carolina van Parma (1770-1804)   | Maximiliaan van Saksen (1759-1838) ∞ Carolina van Parma (1770-1804)   | Maximiliaan I Jozef van Beieren (1756-1825) ∞ Caroline van Baden (1776-1841) | Maximiliaan I Jozef van Beieren (1756-1825) ∞ Caroline van Baden (1776-1841) | Peter I van Brazilië (1798-1834) ∞ Leopoldine van Oostenrijk (1797-1826)  | Peter I van Brazilië (1798-1834) ∞ Leopoldine van Oostenrijk (1797-1826)  | Ferdinand George August van Saksen-Coburg-Saalfeld-Koháry (1785-1851) ∞ Antonia Koháry (1797-1862) | Ferdinand George August van Saksen-Coburg-Saalfeld-Koháry (1785-1851) ∞ Antonia Koháry (1797-1862) |
| Grootouders                                   | Johan van Saksen (1801-1873) ∞ Amalia Augusta van Beieren (1801-1877) | Johan van Saksen (1801-1873) ∞ Amalia Augusta van Beieren (1801-1877) | Johan van Saksen (1801-1873) ∞ Amalia Augusta van Beieren (1801-1877)        | Johan van Saksen (1801-1873) ∞ Amalia Augusta van Beieren (1801-1877)        | Maria II van Portugal (1819-1853) ∞ Ferdinand II van Portugal (1816-1885) | Maria II van Portugal (1819-1853) ∞ Ferdinand II van Portugal (1816-1885) | Maria II van Portugal (1819-1853) ∞ Ferdinand II van Portugal (1816-1885)                          | Maria II van Portugal (1819-1853) ∞ Ferdinand II van Portugal (1816-1885)                          |
| Ouders                                        | George van Saksen (1832-1904) ∞ Maria Anna van Portugal (1843-1884)   | George van Saksen (1832-1904) ∞ Maria Anna van Portugal (1843-1884)   | George van Saksen (1832-1904) ∞ Maria Anna van Portugal (1843-1884)          | George van Saksen (1832-1904) ∞ Maria Anna van Portugal (1843-1884)          | George van Saksen (1832-1904) ∞ Maria Anna van Portugal (1843-1884)       | George van Saksen (1832-1904) ∞ Maria Anna van Portugal (1843-1884)       | George van Saksen (1832-1904) ∞ Maria Anna van Portugal (1843-1884)                                | George van Saksen (1832-1904) ∞ Maria Anna van Portugal (1843-1884)                                |
| Frederik August III van Saksen (1865-1932)    |                                                                       |                                                                       |                                                                              |                                                                              |                                                                           |                                                                           | | |